# Kyrkjøy
Kyrkjøy est une  île habitée de la commune de Stavanger, dans le comté de Rogaland en Norvège, dans la mer du nord.

## Description
L'île de 5,2 km2 es la seconde plus grande de l'archipel de Sjernarøyane dans le Boknafjord. Elle est juste à l'ouest de la grande île de Bjergøy et reliée à celle-ci aux petites îles d'Aubo et d'Eriksholmen. Elle est aussi reliée à l'île de Nord-Talgje par l'intermédiaire de la petite île de Tjul.
Une liaison routière la traverse, allant de l'île Bjergøy (au nord-est) à l'île d'Helgøy (au sud-est). L'église de Sjernarøy, datant de 1647, est située sur Kyrkjøy.

## Galerie

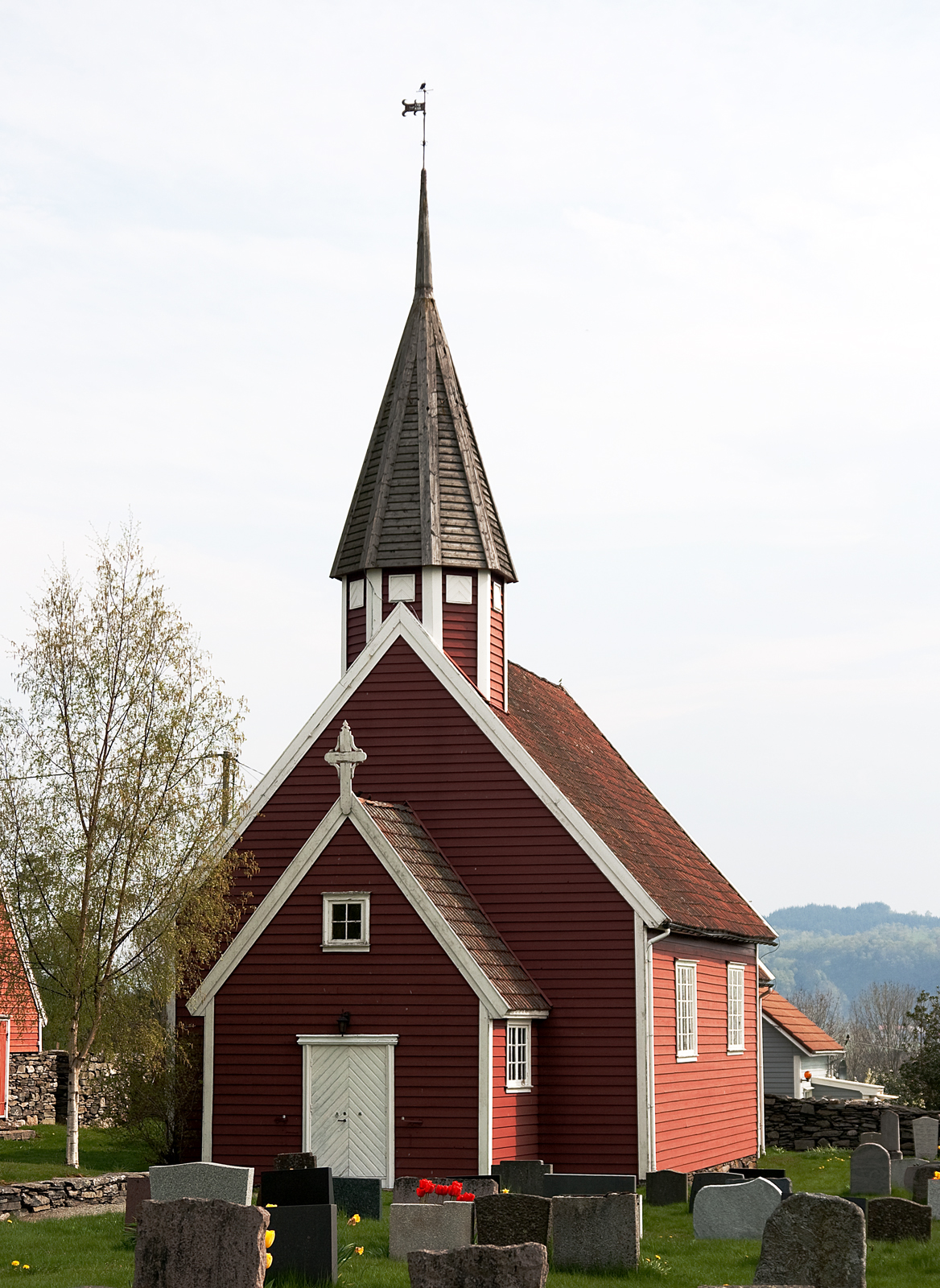
Eglise de Sjernaroy